# Provincia de Nabire
La Provincia o Kabupaten de Nabire es una región de la provincia de Papúa en Indonesia, ubicado al norte de dicha isla. Su capital es la ciudad de Nabire. Actualmente cuenta con una superficie de 29.678 km² y con una población de 160.118 habitantes, además es una de las regiones más ricos en recursos naturales y fértil para la producción ágricola y ganadera. La mayor parte de sus habitantes se compone de indígenas papúes, contando con una minoría de malayos, chinos e indios. Esta parte de la isla de Nueva Guinea y de la provincia de Papúa en el siglo XVI, fue descubierta por navegantes españoles y portugueses entre los años 1528-29, 1537 y 1545 y pasó a formar parte del Imperio Español desde 1606 hasta 1663. Más adelante formó parte del Imperio neerlandés como al gran resto de la isla de Nueva Guinea Occidental, hasta la total independencia de Indonesia.